# AltGr

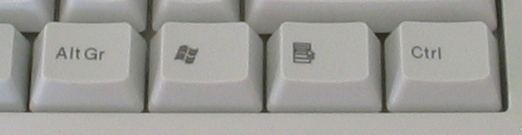
Az Alt Gr-billentyű elhelyezkedése a billentyűzet jobb oldal alsó sorában

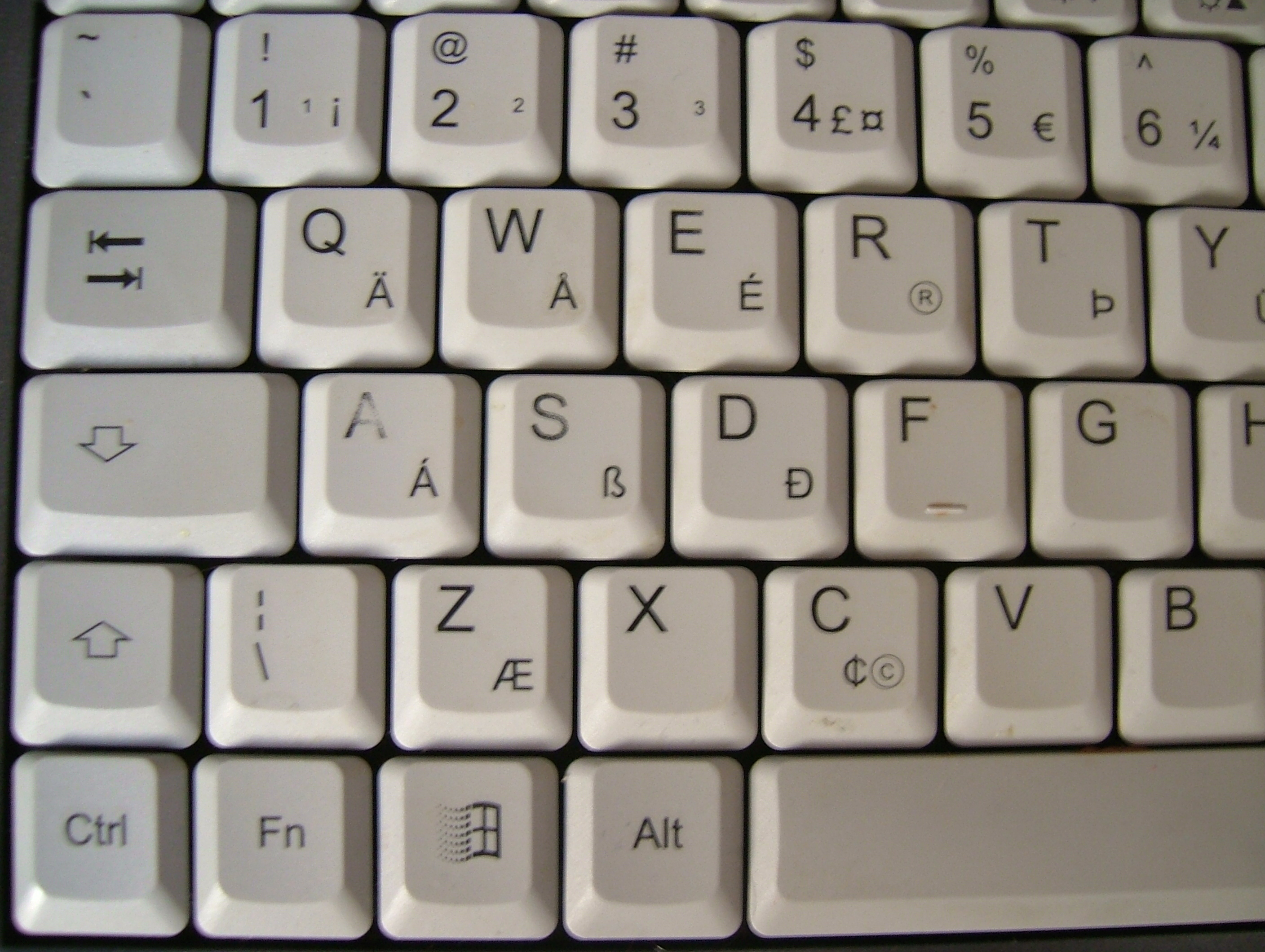
Billentyűzet, amelyen harmadik- és negyedik-szintű karakterek is láthatók

Az AltGr billentyű (másképpen: Alt Graph vagy Alt Graphics) a magyar – és sok más – számítógépes billentyűzet módosító billentyűje, és elsősorban az adott nyelvi környezetben idegen karakterek előállítását segíti elő. A magyar alapértelmezett IBM-billentyűzeten a jobb oldal alsó sorában helyezkedik el, az Alt billentyű helyén. A Mac OS X billentyűzetének Option-billentyűje funkciójában nagyon hasonlít az AltGr gombhoz.
Az AltGr gombot a Shifthez hasonlóan kell használni: lenyomva kell tartani, miközben egy másik billentyű lenyomásával az azon szereplő elsődleges karaktertől eltérő karaktert hozunk létre. Az AltGr és a Shift használata néha kombinálható egy további, minden eddigitől eltérő karakter előállítására. Például a magyar billentyűzet-kiosztásban a C billentyűt három különböző karakter bevitelére alkalmazhatjuk:
- C → c (Kisbetű — első szint)
- Shift+c → C (Nagybetű — második szint)
- AltGr+c → & (et jel — harmadik szint)

## Jelentés

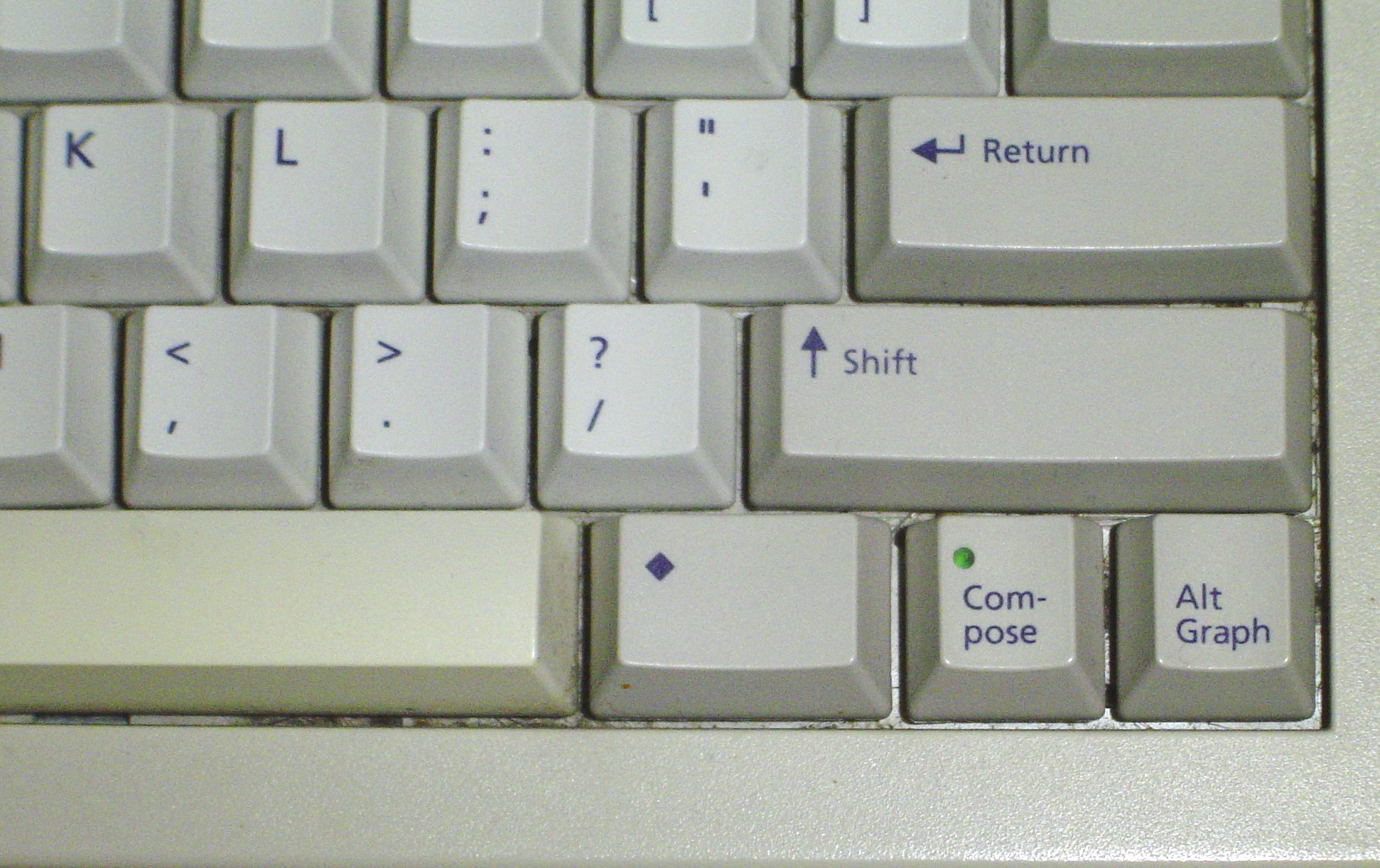
A Sun Microsystems billentyűzete, ahol a gomb neve Alt Graph

A billentyű rövid nevének kibontását nem pontosan magyarázzák meg az IBM PC kompatibilis felhasználói kézikönyvek.[forrás?] Az IBM közlése szerint az AltGr az alternate graphic (váltott grafika) funkció rövidítése; a Sun billentyűzeten pedig a gomb elnevezése Alt Graph.
Az AltGr billentyűt minden jel szerint eredetileg a szöveges felhasználói felületeken előállítandó rajzoló karakterek, pszeudografikák bevitelét elősegíteni vezették be. Ezek a karakterek már kevésbé érdekesek egy grafikus felületen, ezért az alternatív grafika előállítása helyett a billentyű az alternatív grafémák kulcsa.

## AControl + Altmint alternatíva
Eredetileg az amerikai PC billentyűzeteken (pontosabban a 101 gombos PC/AT billentyűzeteken) nem volt AltGr billentyű, egyszerűen bal és jobb oldali Alt billentyűk voltak rajta.
A jobb oldali Alt billentyű általában azonos hatású az AltGr gombbal, mivel azonos scankóddal rendelkeznek és a szoftver nem képes őket megkülönböztetni. Vannak azonban billentyűzetek, különösen egyes laptopoké, ahol a jobb oldali Alt billentyű teljesen hiányzik. Annak érdekében, hogy az AltGr-biztosította karaktereket mégis bevihessük, a Windows bevezette a Ctrl + Alt billentyűkombinációt, amely ezekben az esetekben emulálja az AltGr funkcióját:
Ctrl+Alt ≈ AltGr

## Funkciója

### Magyar billentyűzet-kiosztás

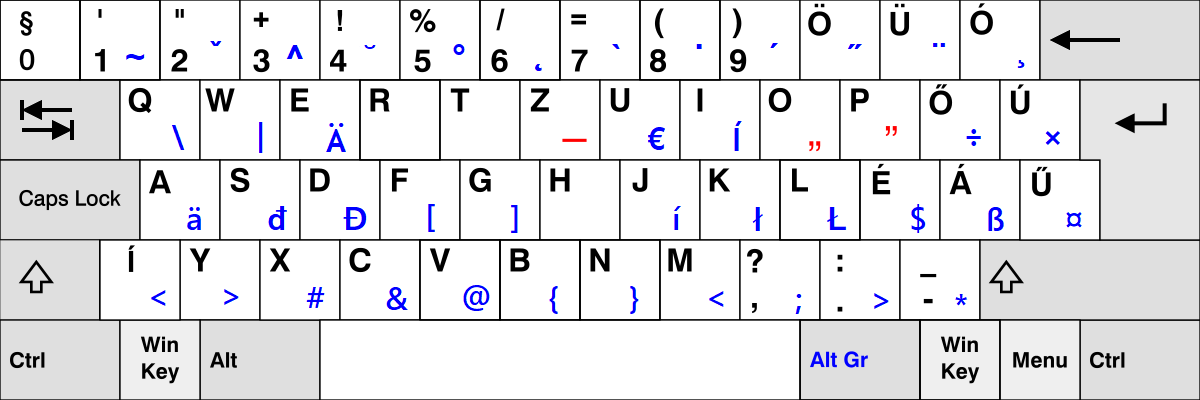
Magyar billentyűzet, pirossal (csak Linuxon) és kékkel az AltGr billentyű lenyomásával elérhető karakterek

A magyar billentyűzet kiosztásban az AltGr billentyű alkalmazásával a következő karakterek előállítására nyílik lehetőség:
```
~ 
ˇ
 ^ ˘ ° ˛ ` ˙ ´ ˝ ¨ ¸
 \ | Ä       € Í     ÷ × 
  ä đ Đ [ ]   í ł Ł $ ß ¤
< > # & @ { } < ; > *
```

### US international

US international billentyűzet kiosztás

Az amerikai nemzetközi billentyűzet kiosztásban az AltGr billentyű alkalmazásával a következő karakterek előállítására nyílik lehetőség:
```
¡ ² ³ ¤ € ¼ ½ ¾ ‘ ’ ¥ ×
 ä å é ® þ ü ú í ó ö « »
  á ß ð           ø ¶ ´ ¬
   æ   ©     ñ µ ç   ¿
```

Illetve, a Shift-billentyűvel kombinálva:
```
¹     £               ÷
 Ä Å É   Þ Ü Ú Í Ó Ö
  Á § Ð           Ø ° ¨ ¦
   Æ   ¢     Ñ   Ç
```

## További cikkek
- Shift
- Módosító billentyű